# Archie Macaulay
Archibald Renwick „Archie“ Macaulay (* 30. Juli 1915 in Falkirk; † 10. Juni 1993 in Knowle) war ein schottischer Fußballspieler und -trainer. Als Halbstürmer und später als Außenläufer wurde er zunächst bei den Glasgow Rangers ausgebildet und spielte danach für vier Profivereine in London. Mit dem FC Arsenal gewann er 1948 die englische Meisterschaft.

## Sportlicher Werdegang

### Spielerkarriere
Macaulay begann die Profifußballerlaufbahn im Jahr 1933 in seiner schottischen Heimat bei den Glasgow Rangers, nachdem er zuvor bei den Camelon Juniors, einer Art Farmteam der Rangers, als rechter Halbstürmer Spielpraxis gesammelt hatte. Mit den Rangers gewann er in der Saison 1935/36 den schottischen Pokal, ohne jedoch im Finale Teil der Mannschaft gewesen zu sein. Im Jahr darauf gewannen die Rangers die schottische Meisterschaft und kurz darauf gelang es Charlie Paynter als Trainer des englischen Zweitligisten West Ham United, Macaulay für 6.000 Pfund zu verpflichten.
Der temperamentvolle und ballsichere Rotschopf debütierte für West Ham am 28. August 1937 bei der 0:2-Niederlage gegen Aston Villa, fügte sich insgesamt aber gut in die neue Mannschaft an und erzielte am 4. September 1937 daheim gegen Bradford Park Avenue (3:1) sein erstes Tor für die Londoner. Zum Ende der Saison 1937/38 belegte West Ham den neunten Platz und mit zehn Treffern in 39 Spielen war er vereinsintern mit Stan Foxall bester Torschütze. Im Jahr darauf verbesserte er die Ausbeute noch einmal und steuerte 16 Tore in 36 Partien bei – und war damit Toptorjäger seines Klubs. Da anschließend der Zweite Weltkrieg für eine langjährige Unterbrechung des offiziellen Spielbetriebs sorgte, blieben Macaulay nur die Einsätze in den „Wartime Games“. Da er für die Dauer der Kampfhandlungen in England stationiert war, konnte er 59 Partien für West Ham in dieser Zeit bestreiten und dabei 17 Tore erzielen. Nach der Wiederaufnahme des Ligaalltags zur Saison 1946/47 wechselte er im Oktober 1946 in den Westen Londons zum Erstligisten FC Brentford, wobei die Ablösesumme 7.500 Pfund betrug. Zu diesem Zeitpunkt wurde Macaulay auf die defensive Halbposition als Außenläufer umgeschult und obwohl er mit Brentford nach einem Jahr als Tabellenvorletzter abstieg, debütierte er am 12. April 1947 für die schottische A-Nationalmannschaft im Wembley-Stadion gegen England. Die Partie endete mit einem 1:1-Remis und es war das erste von insgesamt sieben Länderspielen bis Mai 1948.
Im Juli 1947 „rettete“ Macaulay seinen Verbleib in der ersten Liga mit dem Wechsel für 10.000 Pfund zum FC Arsenal und war in der Mannschaft von Trainer Tom Whittaker sofort eine feste Größe. Auf Anhieb gewann er mit den „Gunners“ die englische Meisterschaft und bestritt 40 von 42 Ligabegegnungen. In der folgenden Saison 1948/49 misslang zwar die Titelverteidigung auf dem fünften Rang, aber den Stammplatz konnte er zunächst weiter verteidigen. Als Arsenal im Jahr 1950 dann den FA Cup gewann, verzichtete Whittaker im siegreichen Finale gegen den FC Liverpool jedoch auf den bald 35-Jährigen und vertraute stattdessen dem jüngeren Alex Forbes, um so der gegnerischen Offensive um den trickreichen Billy Liddell besser Paroli zu bieten. Insgesamt absolvierte Macaulay 108 Pflichtspiele für Arsenal und schoss dabei ein Tor.
Im Juni 1950 heuerte er beim Erstligakonkurrenten FC Fulham an, bestritt dort 53 Pflichtspiele in drei Jahren und stieg mit dem Klub im Jahr 1952 als Tabellenletzter ab. Danach schloss er sich Guildford City in der Southern League und ließ dort die aktive Karriere bis Herbst 1955 als Spielertrainer ausklingen.

### Trainerstationen
Im April 1957 wurde Macaulay Cheftrainer des Drittligisten Norwich City. Mit den „Canaries“ erreichte er in der Saison 1958/59 nach Siegen gegen Manchester United und Tottenham Hotspur überraschend das Halbfinale im FA Cup und im Jahr darauf gelang der Aufstieg in die zweite Liga. Dort konnte sich der Verein unter seiner Führung mit einem beachtenswerten vierten Rang in der Saison 1960/61 gut behaupten – auch dank seines erfolgreichen 4-3-3-Systems, mit dem er taktisch der Zeit voraus schien.
Der nächste Entwicklungsschritt führte ihn dann im Oktober 1961 zum Erstligisten West Bromwich Albion, den er in zwei Spielzeiten jeweils im Mittelfeld der Abschlusstabelle platzierte. Dies genügte jedoch nicht den Erwartungen im Verein, der noch zwischen 1958 und 1960 drei Top-5-Plätze in Serie am Ende der Saison belegt hatte. So fand sich Macaulay im April 1963 beim Viertligisten Brighton & Hove Albion wieder. Auch dort blieben seine Ergebnisse solide, wozu der Aufstieg im Jahr 1965 in die dritthöchste Spielklasse zählte. Nach seinem Abschied aus Brighton übte er keine weitere Cheftrainertätigkeit mehr aus und arbeitete als Verkehrswärter in Chelsea. Er verstarb im Alter von 77 Jahren im Juni 1993.

## Titel/Auszeichnungen
- Englischer Fußballmeister (1): 1948
- Englischer Pokalsieger (1): 1950
- Englischer Supercup (1): 1948
- Schottischer Fußballmeister (1): 1937
- Schottischer Pokalsieger (1): 1936